# 西街街道 (长治市)
西街街道，是中华人民共和国山西省长治市潞州区下辖的一个乡镇级行政单位。

## 行政区划
截至2021年，西街街道下辖13个社区及1个集体资产社区：
上党门社区、参府社区、西关社区、正西社区、南头社区、小西门社区、长安街社区、瓦窑沟社区、五一街社区、火车站社区、长轴社区、铜锅街社区、颐龙湾社区和建华集体资产社区。